# Emma Stonex
Emma Stonex, född 1983, är en brittisk författare. Stonex debuterade som romanförfattare under eget namn 2021, efter att tidigare ha författat nio böcker under tre olika pseudonymer.